# Mahan (Schiff, 1998)
Die USS Mahan (DDG-72) ist ein Zerstörer der Arleigh-Burke-Klasse. Sie ist das erste Schiff des zweiten Bauloses der Klasse. Die United States Navy benannte das Schiff nach Alfred Thayer Mahan, dem Marinestrategen.

## Geschichte
DDG-72 wurde 1992 in Auftrag gegeben und im August 1995 bei Bath Iron Works auf Kiel gelegt. Bereits im Juni 1996 konnten Stapellauf und Schiffstaufe durchgeführt werden. Offiziell in Dienst gestellt wurde die Mahan 1998.
Bei ihrem ersten Einsatz verlegte sie mit der Kampfgruppe um die Dwight D. Eisenhower in den Persischen Golf. 2002 fuhr der Zerstörer mit dem Träger George Washington und führte Übungen mit der Marine Marokkos durch. Auch 2004 befuhr die Mahan das Mittelmeer als Teil der NATO Standing Naval Force Mediterranean.
Ab Januar 2007 war die Mahan der Standing NATO Maritime Group 1 zugeteilt, bis Mai war sie Flaggschiff für den Kommandeur der Flotte, Rear Admiral Michael Mahon, wurde dann aber von Normandy abgelöst. 2009 fuhr der Zerstörer im Rahmen der multinationalen Combined Task Force 151 vor Somalia, um dort die Schifffahrt vor Piratenangriffen zu schützen. Im November 2010 begann die nächste Fahrt in europäische Gewässer. Im August 2013 wurde die Mahan in das östliche Mittelmeer beordert, um die dortige Flotte im Hinblick auf ein denkbares Eingreifen in Syrien zu verstärken.
Im März 2014 gab es an Bord eine Schießerei mit zwei Toten.